# Norma Davis
Norma Lochlenah Davis (10 de abril de 1905 – 5 de noviembre de 1945) fue una escritora, y poeta australiana.

## Biografía
Nació en Glenore, Tasmania, Davis comenzó a publicar poesía en el Women's Mirror en virtud de una serie de seudónimos. Más tarde, se trasladó a la localidad de Perth (Tasmania), y vivió en una casa que es hoy el "Jolly Farmer Inn". Davis contribuyó a la poesía australiana, en revistas literarias tales como Meanjin, The Bulletin, Poetry y Jindyworobak. Fue sólo a principios de 1940, poco antes de su muerte, que Davis se concentró totalmente en la escritura.
Publicó dos colecciones, Earth Cry (1943) y I, the Thief (1944). Davis falleció de cáncer en 1945.